# Heterodina mosaica
Heterodina mosaica är en kräftdjursart som först beskrevs av Brian Frederick Kensley och Marilyn Schotte 1987.  Heterodina mosaica ingår i släktet Heterodina och familjen klotkräftor.
Artens utbredningsområde är Belize. Inga underarter finns listade i Catalogue of Life.